# Изолација (психологија)
Изолација је механизам одбране у психоаналитичкој теорији који је први предложио Сигмунд Фројд. Иако се односи на потискивање, концепт се разликује на неколико начина. Карактерише се као ментални процес који укључује стварање празнине између непријатне или претеће спознаје и других мисли и осећања. Смањивањем асоцијативних веза са другим мислима, ређе се памти угрожавајућа спознаја и мање је вероватно да ће утицати на самопоуздање или самопоимање. Фројд је концепт илустровао примером особе која започиње ток мисли, а затим застаје на тренутак пре него што пређе на другу тему. Као одбрана од штетних мисли, изолација спречава сопство да допусти да се спознаје понављају и евентуално штете самопоимању.

## Доказ
Широк спектар студија подржава закључак да се људи бране од претњи менталном изолацијом. Показало се да репресори обрађују информације, када им се предоче неке негативне, често ће стварати спонтане срећне мисли или осећања, минимизирајући њихов утицај. Депресивни људи обрађују информације много темељније, биле оне добре или лоше. Овај висок ниво обраде развија јаке асоцијативне везе са сличним информацијама. Када депресивна особа покуша да избегне штетну спознају, често помисли на неку другу која негативно утиче. Докази из студија показују да изолација људи и животиња изазива осетљивост на друштвене претње и мотивише обнову друштвених веза.
Истраживање је показало да ће људи остати задовољни својим учинком упркос негативним повратним информацијама све док могу да их држе изоловане од стандарда. Они који су рано примили стандарде присетили су их се као и осталих, али једноставно су их игнорисали. Успели су да изолују своје повратне информације од стандарда чиме су минимизирали претњу њиховом самопоштовању. Они који су касније добили стандарде били су мање задовољни својим учинком, неспособни да избегну њихов недостатак успеха у поређењу са нормом. Овај облик изолације се назива тривијализујућим.
Једна врста изолације се назива привремене заграде, у којој се неки уочени неуспех или недостатак приписују нечијој прошлости, ефикасно уклањајући њен утицај на садашње ја. Ова врста одвајања од прошлости се може видети у религиозном преобраћању, у одређеним програмима опоравка од зависности од дрога или у бацању заосталих досијеа у правном систему. Ове друштвено прихваћене праксе ефективно чине изолацију друштвено дозвољеном, барем у одређеним случајевима и чини се да то понашање умањује део стреса из прошлих догађаја. Људи са ниским самопоштовањем често користе привремене заграде при описивању прошлих неуспеха.

### Ефекат
Показало се да уобичајени репресори имају мање несрећних успомена од других људи, али разлика лежи у секундарним асоцијацијама. Истраживање репресора је закључило да су они имали једнако снажне негативне реакције на лоша сећања, међутим та сећања нису изазвала друга негативна осећања колико код не–репресора. Репресори имају лоше памћење као и сви други, али их мање муче јер су релативно изоловани у сећању. Најновији истраживачи су се сложили да је изолација један од ефикаснијих и важнијих механизама одбране од штетних сазнања. Представља механизам за суочавање који не захтева заблуде стварности, што га чини вероватнијим од неких алтернатива (порицање, сублимација, пројекција).